# Johann Major (Theologe)

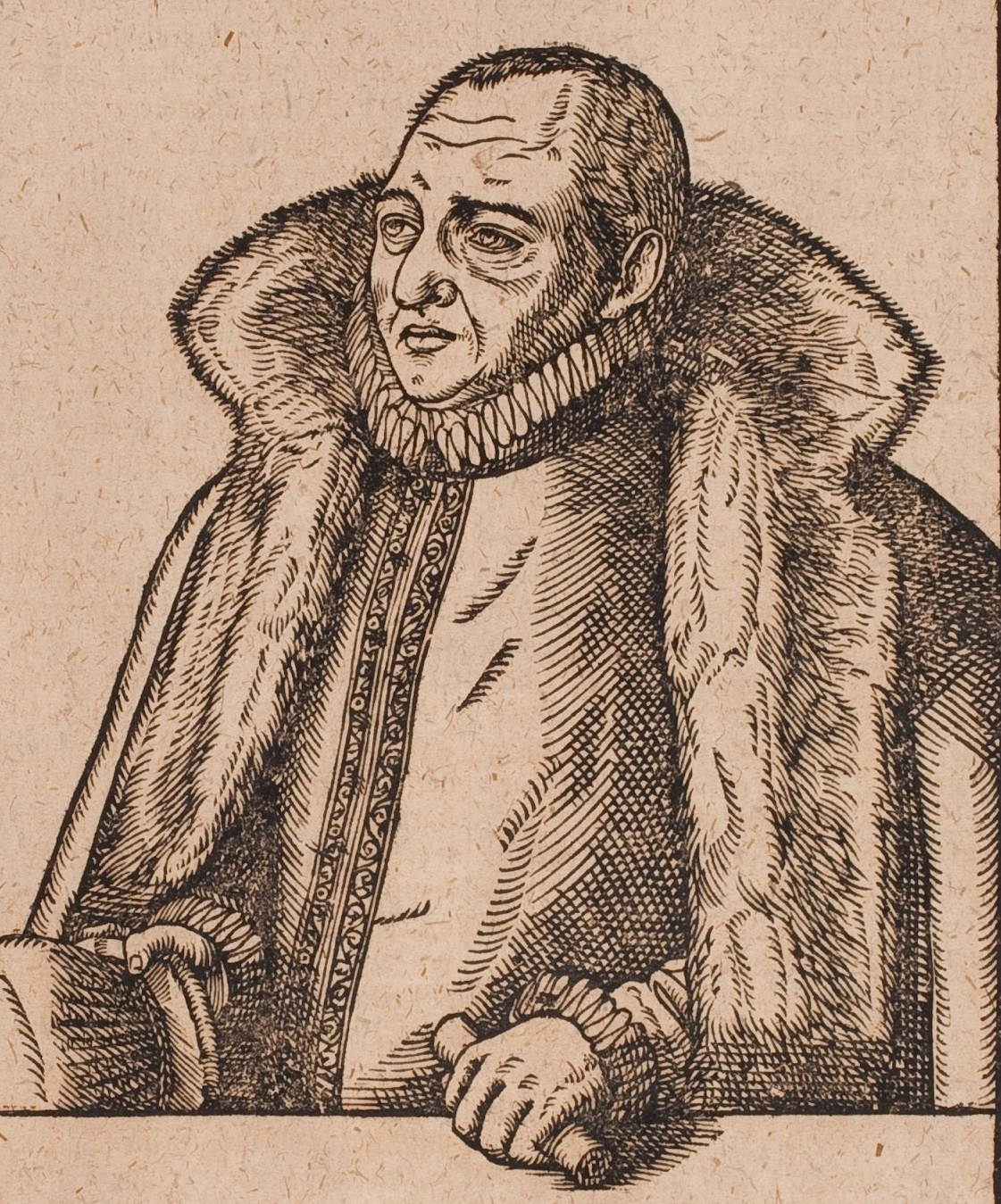
Lucas Cranach d. J. (um 1580): Johann Major, Einblattdruck (mit ehrenden Versen), Detail

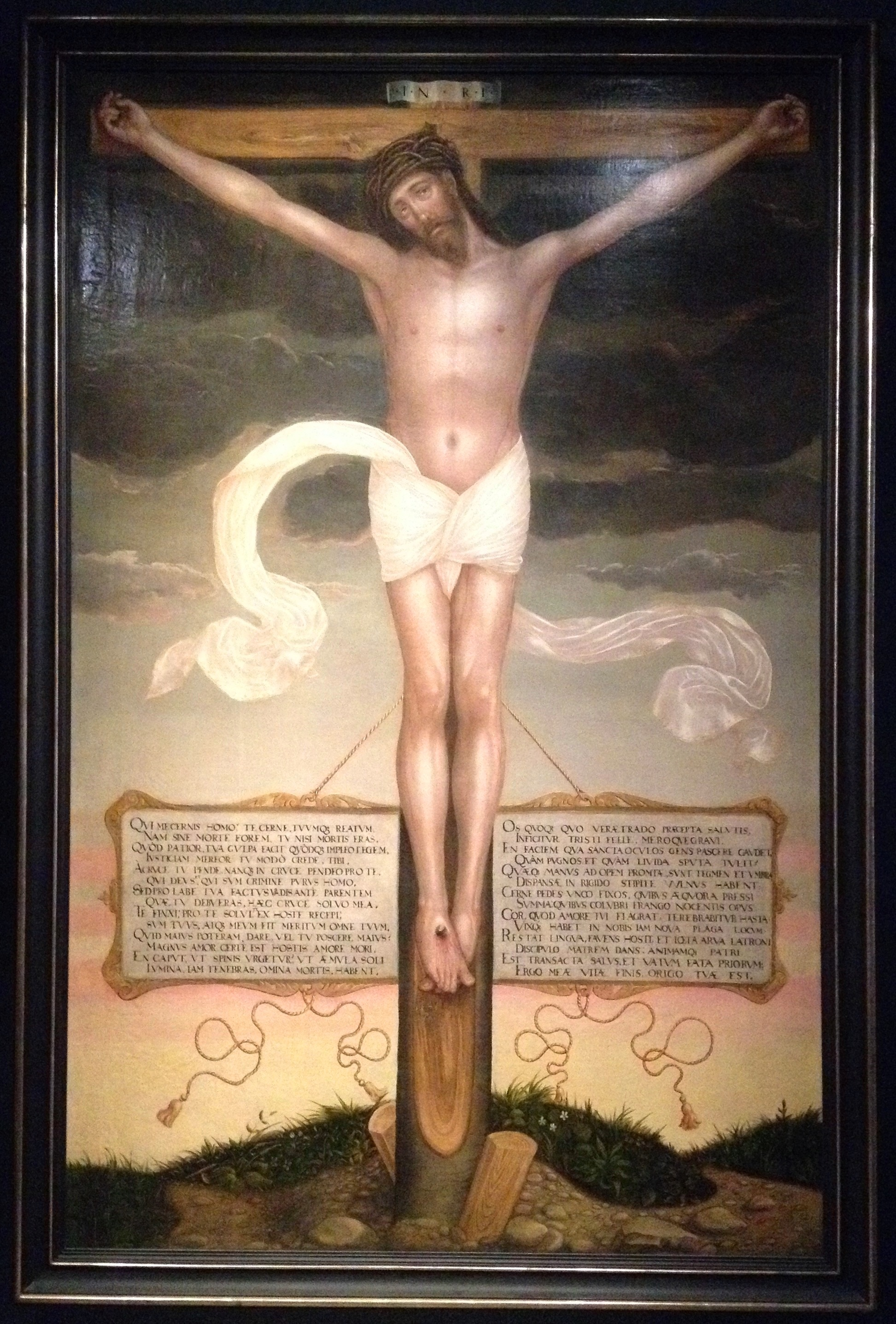
Christus am Kreuz, Gemälde von Lucas Cranach d. J.

Johann Major (* 2. Januar 1533 in Sankt Joachimsthal; † 16. März 1600 in Zerbst) war ein deutscher evangelischer Theologe, Humanist und neulateinischer Poet.

## Leben
Er ist der Sohn des aus Franken stammenden Johann Major und der Lucia (geborene Sarcander [Fleischmann]), Tochter des Haßfurter Bürgers Johannes Sarcander.
Major immatrikulierte sich 1549 an der Universität Wittenberg und wechselte 1551 an die Universität Leipzig. Zurückgekehrt nach Wittenberg erwarb er am 27. Februar 1556 den akademischen Grad eines Magisters und ging daraufhin als Lehrer nach Würzburg. Von dort aus promovierte er 1557 an der Universität Mainz zum Doktor der Theologie. Als Dichter wurde er von Johannes Stigel beeinflusst. Er veröffentlichte 1552 ein Bändchen mit Elegien und Epigrammen und wurde 1558 in Frankfurt am Main durch Kaiser Ferdinand zum Poeta Laureatus gekrönt.
Er ging 1559 als Professor der Poetik wieder nach Wittenberg, wo er als Anhänger Melanchthons zu dessen Ehren jährlich am Todestag ein großes Gedicht publizierte. Als Poet griff er polemisch die Gnesiolutheraner an und geriet nach deren Durchsetzung in Wittenberg selbst in die Defensive. 1578 wurde er aus dem Universitätsdienst entlassen, nachdem ihm vorgeworfen worden war, ein falsches Siegel geführt und einen Meineid geleistet zu haben. Daraufhin wurde er in Rochlitz inhaftiert und als 1581 seine Unschuld bewiesen war, konnte er nach Wittenberg zurückkehren.
1586 wurde er wegen Widerstands gegen die Konkordienformel, die er zeitlebens nicht unterschrieb, zunächst entlassen, dann nochmals aufgenommen. Wegen seines philippistischen Bekenntnisses wurde er aber zum a.o. Professor degradiert und als Kryptocalvinist eingekerkert. Seit 1595 lebte er nach seiner endgültigen Vertreibung aus Wittenberg in Zerbst, wo er keine Beschäftigung mehr fand.

## Familie
Major war zweimal verheiratet:
Am 11. Dezember 1558 mit Magdalene (geborene Schmidels; † vor 1575), Tochter des Johannis Schmidels aus Herzberg, Berggeschworner in St. Joachimsthal
- Johann (* 2. Oktober 1560 in Wittenberg)
- Maria (* 1. August 1563 in Wittenberg)

Am 6. Januar 1575 in Wittenberg mit Kunigunda (geborene Bapst), Tochter des Rochlitzer Bürgermeisters Moritz Bapst
- Anna (* 21. August 1578 in Wittenberg; † 30. November 1582 in Belzig[6])
- Johann (* 3. April 1580)
- Concordia (* 25. März 1582 in Wittenberg; † 15. Dezember 1582,  begr. in Wittenberg)
- Sibylla (* 9. Januar 1584 in Wittenberg; † 16. März 1594 in Zerbst)

## Werke (Auswahl)
- Iohan Maioris Ioachimi operum. Teil 1, Georg Rhau, 1563 (archive.org), Teil 2, 1564 (archive.org), Teil 3, (archive.org).
- Liber Poematum, iam primùm aeditus. Schwertel, Wittenberg 1576.
- Synodus avium : depingens miseram faciem ecclesiae propter certamina quorundam qui de primatu contendunt, cum oppressione recte meritorum. Witteberg 1577, urn:nbn:de:bvb:12-bsb00037650-1.
- Oratio ex more Collegii philosophici solenniter habita in die Aecatharines à Iohanne Maiore D Zacharias Crato, 1587 (archive.org).
- Ein Lied von dem newen Wendischen Cuckuck. und Ein new Lied des Albern Gümpels von dem Schwan, dem Kuckuck und der Nachtigal. (1560) In: Philipp Wackernagel: Das deutsche Kirchenlied von der ältesten Zeit bis zu Anfang des XVII. Jahrhunderts. B. G. Teubner, Leipzig 1864, S. 112–113 (Textarchiv – Internet Archive – Beide zur Melodie des Liedes Kuckuck hat sich zu Tode gefallen An einer grünen Weiden).